# Maharbal
Maharbal (siglo III a. C.) fue un comandante de la caballería númida al servicio de Aníbal. No se mencionan detalles sobre su muerte, aunque probablemente cayó en Italia en algún momento después de la batalla de Cannas. Es mencionado por Livio en Ad Urbe Condita:

Hannibali victori ceteri suadebant ut quietem et ipse sibi sumeret et fessis daret militibus; Maharbal, praefectus equitum, minime cessandum esse ratus, 'ut scias quid hac pugna sit actum, die quinto' inquit 'victor in Capitolio epulaberis. Sequere; cum equitibus, ut Romani te prius venisse quam venturum esse sciant, praecedam'. Hannibal se voluntatem Maharbalis laudare dixit, sed ad consilium pensandum tempore opus esse. Tum Maharbal: 'non omnia eidem di dedere; vincere scis, Hannibal, victoria uti nescis'. Mora eius diei satis creditur saluti fuisse urbi atque imperio.

Tras la batalla, Maharbal pidió a Aníbal que le dejara cabalgar hacia Roma, donde en cinco días te darás un festín como vencedor en el Capitolio. Sígueme, me adelantaré con la caballería. Entonces sabrán que has llegado, antes de saber que estás llegando. Aníbal alabó la voluntad de Maharbal, pero dijo que debía meditar sus planes. A lo que éste respondió con la famosa frase:
 "Los dioses no han concedido al mismo hombre todos sus dones. Sabes vencer, Aníbal, pero no sabes aprovecharte de la victoria."

Y se dice que la demora de aquel día representó la salvación de la república.
Livio 22.51, 4

## Contexto
Combatió junto al estratega cartaginés al mando de la mejor caballería de la época: los númidas. Estos jinetes se caracterizaban por montar sin silla sobre caballos pequeños y ágiles; su estrategia de ataque consistía en galopar contra el enemigo, descargar sus jabalinas o venablos y replegarse para realizar nuevas oleadas.

## Historia
Los jinetes númidas constituyeron uno de los pilares del ejército cartaginés durante la primera y segunda guerras púnicas, indispensable para la estrategia de Aníbal. Era, junto a la infantería libia, el contingente más poderoso de su ejército. Por ello, el puesto de jefe de la caballería era de gran relevancia en Cartago.
Se cree que Maharbal conoció a Aníbal durante la conquista de Hispania, antes del 220 a. C.